# Halo Studios
Halo Studios (anteriormente chamada de 343 Industries) é uma desenvolvedora de jogos eletrônicos sediada em Kirkland, Washington. O nome original (343 Industries) da empresa  foi baseado no personagem 343 Guilty Spark, da franquia Halo. Foi estabelecido pela Xbox Game Studios, em 2009, que a Halo Studios deveria conduzir o desenvolvimento das diversas mídias da franquia de ficção Halo após a separação entre Microsoft e Bungie, em 2007. Halo 4 foi o primeiro jogo lançado pela Halo Studios em que a empresa teve o papel de conduzir o desenvolvimento.

## História

### Formação
Em julho de 2009, a Microsoft apresentou o nome 343 Industries (agora conhecida como Halo Studios) como seu novo estúdio de desenvolvimento de Halo, após o estúdio anterior de Halo, Bungie, separar-se da Microsoft. O nome original da empresa (343 Industries) foi baseado no personagem 343 Guilty Spark, que apareceu na trilogia original Halo. A Bungie continuou desenvolvendo jogos da franquia até Halo: Reach, lançado em 2010.

### Desenvolvimento
Em julho de 2009, foi anunciado que a Halo Studios estava trabalhando em um anime de 7 episódios baseado em Halo chamado Halo Legends. No mesmo ano, o estúdio criou Halo Waypoint, um aplicativo para download que acompanha as realizações dos usuários em diversos jogos da franquia. A Halo Studios também aumentou o número de funcionários para o desenvolvimento de Halo, admitindo 20 funcionários da já falida Pandemic Studios. A Halo Studios também desenvolveu o segundo e o terceiro pacotes de mapas de Halo: Reach, intitulados "Defiant" e "Anniversary", juntamente com a Certain Affinity. A empresa foi responsável pelo remake em alta definição de Halo: Combat Evolved, intitulado Halo: Combat Evolved Anniversary, que foi lançado em 15 de novembro de 2011 para celebrar o décimo ano desde o primeiro lançamento da franquia, que ocorreu em 15 de novembro de 2001. Em 31 de março de 2012, a Halo Studios obteve o controle dos servidores e dados dos jogos Halo anteriores da Bungie.
O estúdio terminou o desenvolvimento de Halo 4 antes do previsto, em setembro de 2012. A Halo Studios completou seu primeiro jogo Halo oficial, Halo 4, lançado em 6 de novembro de 2012, que foi confirmado como o primeiro título de uma nova trilogia Halo, chamada "Reclaimer". Na E3 2013, Microsoft e Halo Studios anunciaram um novo Halo para o Xbox One. Em maio de 2014, na E3 2014, foi revelado que o título oficial do jogo é "Halo 5: Guardians", que está previsto para 2015. Logo após o anúncio inicial de "Halo" na E3 2013, a Trilogia Reclaimer foi confirmada pelo então vice-presidente da Xbox Games Studios, Phil Spencer. A Microsoft, em um contrato com a Mega Brands, está, em conjunto com a Halo Studios, desenvolvendo uma nova linha de brinquedos e lembranças da continuação da saga Halo. Halo 5: Guardians foi lançado em 27 de Outubro de 2015, com conteúdo semi-exclusivo para quem comprou o set Mega Bloks. A Halo Studios tem lançado atualizações mensais grátis desde o lançamento de Halo 5.
Na E3 2018, a Xbox Games Studios e a Halo Studios anunciaram o próximo game da saga Halo, intitulado Halo Infinite, foi agendado para o final de 2020 para Xbox One, Xbox Series X/S e Windows, O jogo seria um dos títulos de lançamento do console Xbox Series X/S mas teve que ser adiado para o final de 2021 após receber criticas duras da critica especializada e dos jogadores de como tava os gráficos do jogo. Halo Infinite foi o primeiro game a ser desenvolvido usando o motor de jogo da Halo Studios, Slipspace Engine.

### Rebranding
Em Outubro de 2024 foi anunciado que o nome 343 Industries seria alterado para Halo Studios e que também os seus projetos serão feito agora no Motor de Jogo Unreal Engine 5, abandonando o Slipspace engine que foi usado anteriormente em Halo Infinite.

## Jogos desenvolvidos
| Ano  | Título                            | Plataformas                                                | Notas |
| ---- | --------------------------------- | ---------------------------------------------------------- | --- |
| 2009 | Halo Waypoint                     | Xbox 360, Windows Phone 7, iOS, Android                    | Inicialmente desenvolvido em conjunto com a Certain Affinity, o aplicativo recebe atualizações regulares incluindo estatísticas e melhorias na navegação do conteúdo. Essas atualizações são desenvolvidas internamente na Halo Studios.                                                 |
| 2010 | Halo: Reach                       | Xbox 360, Xbox one                                         | Foi desenvolvido pela Bungie, e a Halo Studios tem o controle dos servidores do jogo desde agosto de 2011. A Halo Studio e a Certain Affinity desenvolveram o segundo e o terceiro pacotes de mapas intitulados "Defiant" e "Anniversary", respectivamente.                              |
| 2011 | Halo: Combat Evolved Anniversary  | Xbox 360, Xbox One                                         | Remake de Halo: Combat Evolved. Foi desenvolvido pela Saber Interactive sob supervisão da Halo Studios. |
| 2012 | Halo 4                            | Xbox 360, Xbox One                                         | Quarto título principal da franquia, e o primeiro jogo realmente desenvolvido pela Halo Studios |
| 2013 | Halo: Spartan Assault             | Windows Phone 8, Windows RT, Windows 8, Xbox 360, Xbox One | Um jogo de tiro com perspectiva aérea lançado em julho de 2013. Desenvolvido em conjunto com a Vanguard Games. |
| 2014 | Halo: The Master Chief Collection | Xbox One                                                   | Uma compilação com os quatro jogos principais da franquia até a data, sendo os dois primeiros remakes e os outros dois remasterizações sendo Halo 2 Anniverssry o carro chefe da coletânea, em 2019 a coletânea recebeu mais dois jogos, Halo Reach e Halo 3 Odst) e foi lançada para PC |
| 2015 | Halo: Spartan Strike              | iOS, Microsoft Windows, Windows Phone                      | Em colaboração com a Vanguard Games |
| 2015 | Halo 5: Guardians                 | Xbox One                                                   | Quinto jogo principal da franquia (o modo online Warzone está na indisponível na América Latina e Ásia), e o primeiro videogame da empresa desenvolvido com a oitava geração em mente.                                                                                                   |
| 2016 | Halo Wars: Definitive Edition     | Microsoft Windows, Xbox One                                | Em colaboração com Behaviour Interactive |
| 2017 | Halo Wars 2                       | Microsoft Windows, Xbox One                                | Em colaboração com Creative Assembly |
| 2017 | Halo Recruit                      | Microsoft Windows                                          | Em colaboração com Endeavor One |
| 2018 | Halo: Fireteam Raven              | Arcade                                                     | Em colaboração com Play Mechanix e Endeavor One |
| 2021 | Halo Infinite                     | Microsoft Windows, Xbox One, Xbox Series X                 | Sexto jogo principal da franquia, e o primeiro videogame da empresa desenvolvido com a nona geração em mente. Desenvolvido em conjunto com SkyBox Labs |